# Дрейк
Вижте пояснителната страница за други личности с името Дрейк.
Обри Дрейк Греъм (на английски: Aubrey Drake Graham), по-известен само като Дрейк (на английски: Drake), е канадски музикален изпълнител и актьор.

## Биография
На 15 години Дрейк играе в канадския комедиен сериал „Degrassi: следващото поколение“ в ролята на Джими Брукс, бивша баскетболна звезда, прикован в инвалидна количка, след като е прострелян от свой съученик. По ирония на съдбата, Брукс рапира в свободен стил в началото на телевизионното шоу, след което има още няколко телевизионни изяви.
През юни 2009 година подписва звукозаписен договор с „Йънг Мъни Ентъртейнмънт“ (Young Money Entertainment) на Лил Уейн. През ноември 2009 г. излиза с изявление, че първият му албум, Thank Me Later, е привършен. Албумът излиза на 15 юни 2010 г. и дебютира под номер едно в „Билборд 200“; освен това, той добива платинен статут. Очаква се, че в бъдеще ще произведе компилационен албум с Лил Уейн.
Дрейк е работил с други известни имена в хип-хопа, като Лил Уейн, Дрейк Далиуал, Йънг Джизи, Кание Уест, Еминем, Ники Минаж и Джей Зи. Номиниран е за няколко награди (включително „Грами“) за компилацията So Far Gone, която се превръща в EP. Дори е избран да направи изпълнение на церемониите по връчване на „Грами“ (2010). Дрейк печели няколко награди, включително две награди Джуно през 2010 г. за „най-добър нов изпълнител“ и за „рап запис на годината“.